# Beliggenhed, beliggenhed, beliggenhed
Beliggenhed, beliggenhed, beliggenhed er et program på TV 2, hvor ejendomsmæglere vejleder potentielle købere til en bolig. Programmet havde i de første mange år to værter. Fra starten var det Sara Lygum, der har deltaget i alle sæsoner, og Peter Ingemann, der efter to sæsoner blev afløst af Christian Borregaard. I 2025-udgaven af programmet blev antallet af værter udvidet til fire, idet Camilla Rubæk og Dilsad Sahin, der arbejder som ejendomsmæglere i henholdsvis Vordingborg og på Amager, også deltog.
Programmet blev populært og er fortsat med nye sæsoner siden starten i 2013.